# او-۶۵۹
زیردریایی یو-۶۵۹ (به انگلیسی: German submarine U-659) یک زیردریایی است که طول آن ۶۷٫۱ متر (۲۲۰ فوت ۲ اینچ) می‌باشد. این زیردریایی در سال ۱۹۴۱ ساخته شد.